# Каму
Каму (исп. Río Camú) — река в Доминиканской Республике. Длина реки — 143,2 км. Площадь водосборного бассейна — 2361,25 км², что составляет 42 % от бассейна Юны, притоком которой Каму является.
Река берёт своё начало в горах около города Ла-Вега. Далее её русло направляется на восток, проходя около города Моса. Впадает в реку Юна.
Основные притоки — реки Ями (длина — 21,63 км), Арройо-Баякантес (длина — 5,88 км), Лисей (длина — 67,45 км), Понтон (длина — 20,07 км), Хима (длина — 29,79 км).
Сеть каналов используется для орошения риса.